# 内藤頼尚
内藤 頼尚（ないとう よりたか）は、江戸時代中期の大名。信濃高遠藩の第4代藩主。高遠藩内藤家9代。
宝暦2年（1752年）2月27日、越後村上藩主・内藤信興の三男として生まれる。明和9年（1772年）7月10日に第3代藩主・頼由の養子となり、安永5年（1776年）2月5日、養父が隠居したために跡を継いだ。しかし同年10月25日に死去した。享年25。子は全て女児のため、養子の長好が跡を継いだ。

## 系譜
父母
- 内藤信興（実父）
- 内藤頼由（養父）

正室
- 太田資俊の娘

子女
- 保科正徳正室
- 鳥居忠燾正室
- 稲垣長続継室

養子
- 内藤長好 - 内藤頼多の長男
- 細川利庸正室